# Augusto Smith

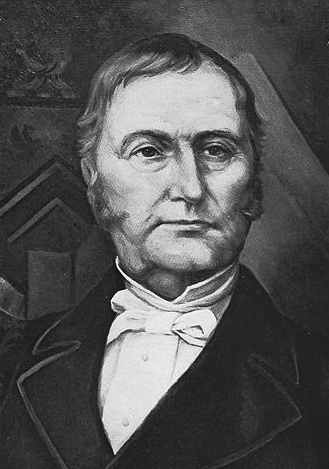
Augustus Smith.

Augustus John Snith (Londra, 15 settembre 1804 – Plymouth, 31 luglio 1872) è stato un filantropo e politico inglese, Lord Proprietor delle isole Scilly per più di trent'anni e largamente artefice del buon andamento della loro economia fino ai giorni nostri.

## Biografia
Smith nacque nel 1804 "presso la casa di un ostetrico alla moda in Harley Street" a Londra prima di far ritorno alla casa di famiglia a Ashlyns Hall a Berkhamsted, Hertfordshire. Fu un filantropo, dedicandosi al miglioramento dell'istruzione di base nel suo distretto, aprendo diverse scuole a sue spese. Nel 1834 acquisì l'affito sulle isole Scilly dal duca di Cornovaglia per la somma di £ 20000, e decise di cambiare lo stile di vita degli isolani, espellendo coloro che non riuscivano a trovare un posto di lavoro a livello locale, riformando le affittanze, a lungo trascurate, delle isole minori, dove la sistematica sub-locazione e il blocco degli investimenti avevano lasciato la popolazione in uno stato in cui la sussistenza era la cosa migliore alla quale potessero aspirare, e la carestia una minaccia costante.
Nel 1861, Augustus Smith, membro del Parlamento britannico, pubblicò A True and Faithful History of the Family of Smith, Originally Cradled at Wiverton and Cropwell-Butler, in the Parish of Titheby, and more recently established at Nottingham, in the County of Nottingham. Come suggerisce il titolo, tracciò il nome della famiglia dai suoi inizi e stabilì che: "la contea di Nottingham può giustamente essere considerata come la patria degli Smiths, che hanno sempre abbondato all'interno dei suoi confini"..
Nel 1866 Lord Brownlow provò a recintare Berkhamsted Common (una common land) con una rete metallica in ferro alta 1,5 metri dai boschi di Berkhamsted e, quindi, rivendicandola come parte del suo patrimonio. Augustus Smith fece uscire un gruppo di manovali, su un treno appositamente noleggiato, per arrotolare la recinzione e lasciarla presso la casa di Brownlow, dimostrando così la sua volontà di proteggere Berkhamsted common a favore della gente di Berkhamsted. Questo evento e le sue azioni nella promozione della formazione della classe operaia, vennero commemorati con l'attribuzione della borsa di studio Augusto Smith agli studenti delle scuole statali di Berkhamsted.
Nel 1834, Augustus Smith acquisì la locazione delle isole Scilly dal duca di Cornovaglia per la somma di £ 20000, creando il quasi aristocratico titolo di Lord Proprietors of the Scilly Islands per se stesso, mettendo in atto una strateghia per cambiare lo stile di vita degli isolani. Oltre alla costruzione di una nuova banchina a Hugh Town nell'isola di Santa Maria, fece piantare ginestre e altri alberi per fornire un riparo ai terreni agricoli. Costruì scuole sulle cinque isole principali, e istituì l'istruzione obbligatoria una trentina d'anni prima che divenisse una regola sulla terraferma. Alcune delle sue azioni furono impopolari; nel 1855, fece trasferire d'imperio i dieci abitanti impoveriti dell'isola di Sanson in quartieri più salubri, trasformato l'isola in un parco per i cervi (al cervo non piacque l'habitat e fuggì). La giustezza delle sue riforme è dimostrata dal fatto che la maggior parte degli alunni delle sue scuole che sono andati in mare conclusero la loro carriera come comandanti, e pochissime delle alunne entrarono in servizio.
Smith visse a Tresco Abbey e sviluppò il giardino di Tresco. Non si sposò, ma si crede abbia avuto dei figli illegittimi da molte delle sue serve. Aveva un rapporto stretto e una corrispondenza continua con Lady Sophia Tower, una donna sposata (e unica figlia del John Cust, I conte Brownlow) che spesso gli rese visita a Tresco. La tenuta venne ereditata dal nipote Thomas Algernon Smith-Dorrien-Smith, e i suoi discendenti hanno conservato il contratto di locazione di Tresco fino ai giorni nostri.

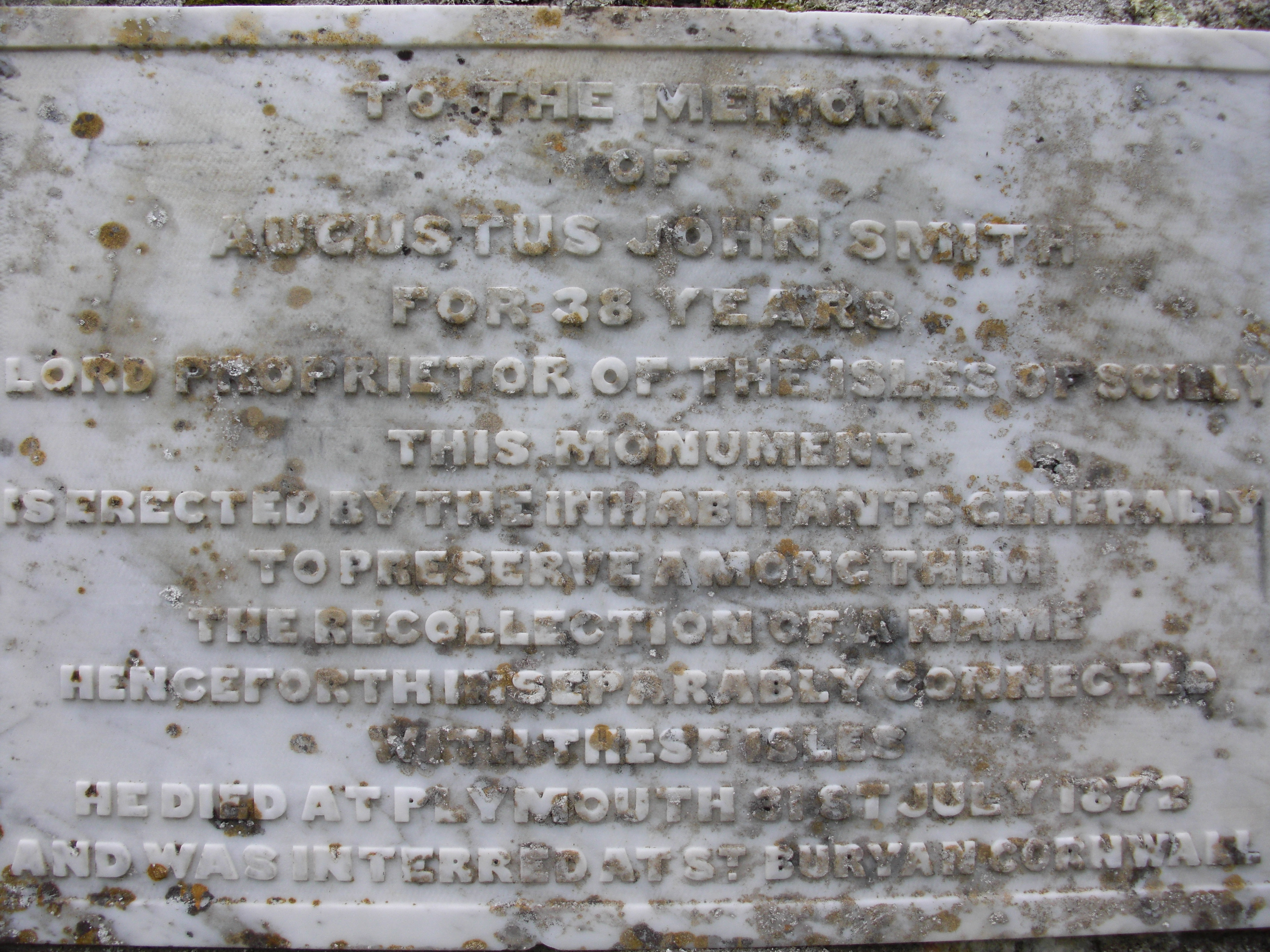
Targa posta di fronte al monumento a Smith, posto nel cortile dell'antica chiesa di st. Mary, Isole Scilly.

Smith morì a Plymouth il 31 luglio 1872. Fu sepolto nella chiesa di St Buryan, St Buryan, Cornovaglia. Un alto monumento in pietra è stato eretto nella cortile della chiesa di St Mary, isole Scilly per ricordare il suo legame con le isole.